# Acasis exviretata
Acasis exviretata là một loài bướm đêm trong họ Geometridae.